# Jesús Alustiza Urteaga
Jesús Alustiza Urteaga (Cegama, 15 de octubre de 1881-Villabona, 1951) fue un médico guipuzcoano del País Vasco (España) conocido por su labor social y médica en favor de los niños abandonados y sus madres. 
Fue director de la Casa Cuna de Fraisoro en Guipúzcoa desde 1923 hasta su fallecimiento en 1951.
Desde este cargo desarrolló unas medidas médicas y sociales que mejoraron ostensiblemente la situación de los niños abandonados y sus madres en la región.

## Trayectoria profesional
Nació en Cegama, provincia de Guipúzcoa, en 1881. Cursó los estudios de medicina en la Universidad de Zaragoza licenciándose en 1905.
Comenzó su carrera como médico titular en el municipio de Atáun.
En 1923, se trasladó a Villabona, donde asumió el cargo de médico titular y director de la Casa Cuna de Fraisoro, en la vecina localidad de Cizúrquil, cargo que ocupó hasta su muerte en 1951.
Durante su tiempo en Fraisoro, Alustiza desempeñó un papel crucial en la atención médica y social a los niños abandonados y sus madres, supervisando anualmente entre 50 y 60 partos y atendiendo a unos 200 a 300 niños internos en el centro.
A lo largo de su etapa en Fraisoro atendió al 50% de las madres y niños que pasaron por Fraisoro en toda su historia. Entre 1500 y 2000 partos y se ocupó del cuidado de 6000 niños acogidos en el Centro de los que la mitad serían abandonados.
Redujo los índices de mortalidad llevándolo a ser un centro de referencia en España.
Entre sus iniciativas más importantes figuran la utilización de lactancia materna o con nodrizas a todos los niños durante los primeros meses de vida. La lactancia artificial no sería eficiente hasta la década de los años 40.
En 1930 introdujo la vacunación antituberculosa a los 256 niños que había acogidos en la Casa Cuna. Fueron las primeras vacunaciones antituberculosas en Guipúzcoa junto con las realizadas a otros niños en San Sebastián.
A partir de 1940 practicó la transfusión sanguínea brazo a brazo con lo que mejoró la situación de las madres en el parto.
Por iniciativa de Jesús Alustiza, en 1931 la Diputación de Guipúzcoa concedió un sueldo temporal de dos años a las madres que no abandonaran a su hijo, con lo que disminuyó el número de abandonos.
Junto con otros directores de inclusas y casas cuna, era partidario de la identificación paternal del niño abandonado que facilitaría ayuda a la madre y al niño, pero no fructificó esta medida.

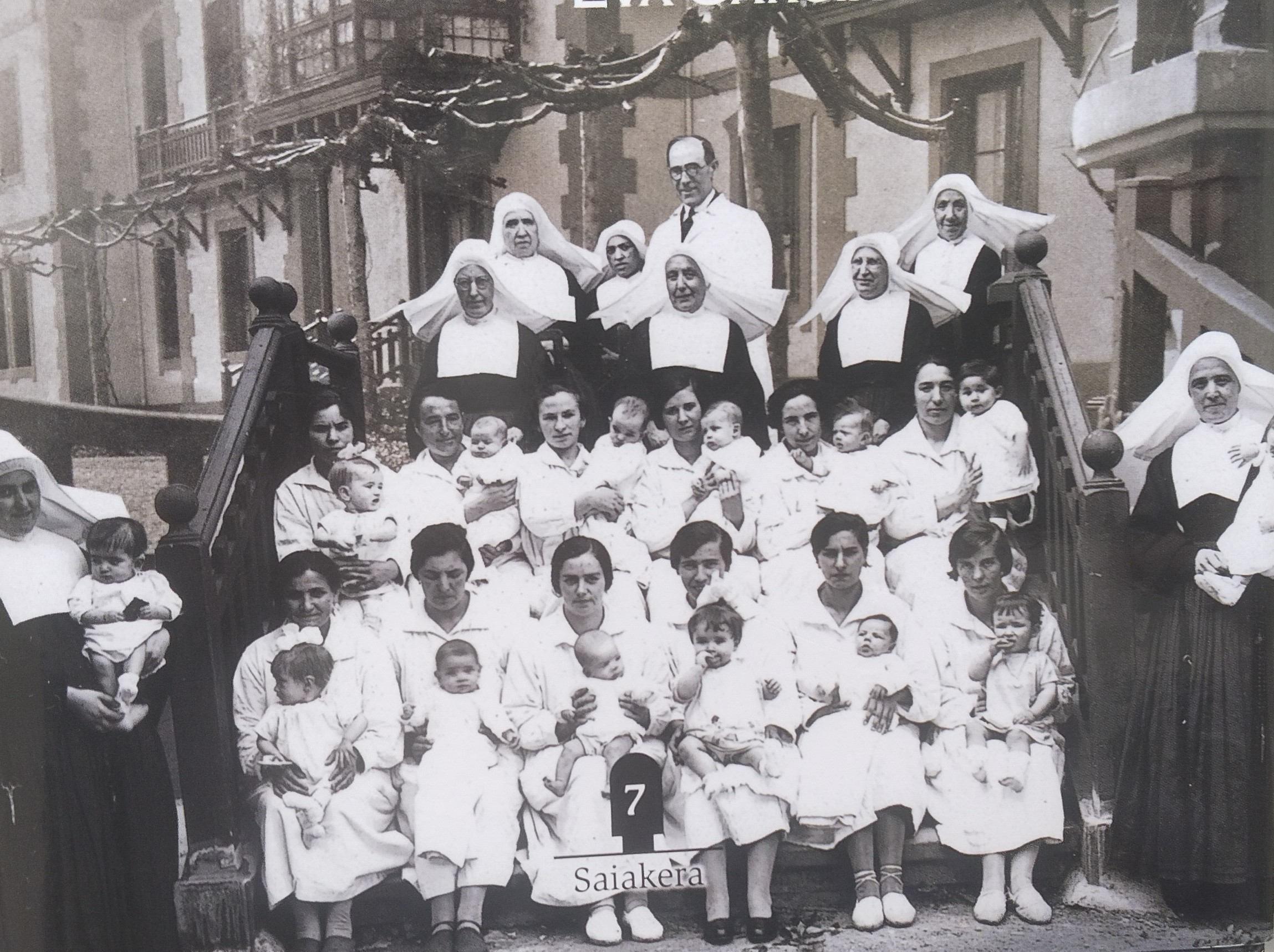
Jesús Alustiza con los niños, nodrizas y religiosas en Fraisoro

El día 4 de septiembre de 1923, en el marco del 2.º congreso nacional de pediatría celebrado en San Sebastián, mostró a los pediatras las instalaciones y el funcionamiento de la Casa Cuna como modelo para otros lugares. Acudieron entre otros el presidente de los pediatras españoles Andrés Martínez Vargas,o los directores del Instituto de Puericultura de Madrid Juan Antonio Alonso Muñoyerro y Juan Bravo Frías.
Dejó muy documentado su trabajo, como ejemplo la descripción de la emergencia sanitaria que padeció la Casa Cuna en 1947: 
"En agosto, con unos días bochornosos continuados, empezaron las afecciones gastrointestinales tomando un carácter epidémico propio de centros con muchos niños. Llegó un día que casi todos estaban afectados. Fueron diagnosticados 48 dispepsias agudas más o menos graves y 23 toxicosis. Se hizo tratamiento intenso, aislamiento, hidratación, transfusión de plasma, etc. Todo el personal trabajó lo indecible, especialmente las Hermanas y mi hijo pero a pesar de todo sufrimos 11 bajas y pudimos salvar de este estado gravísimo a 12 niños".

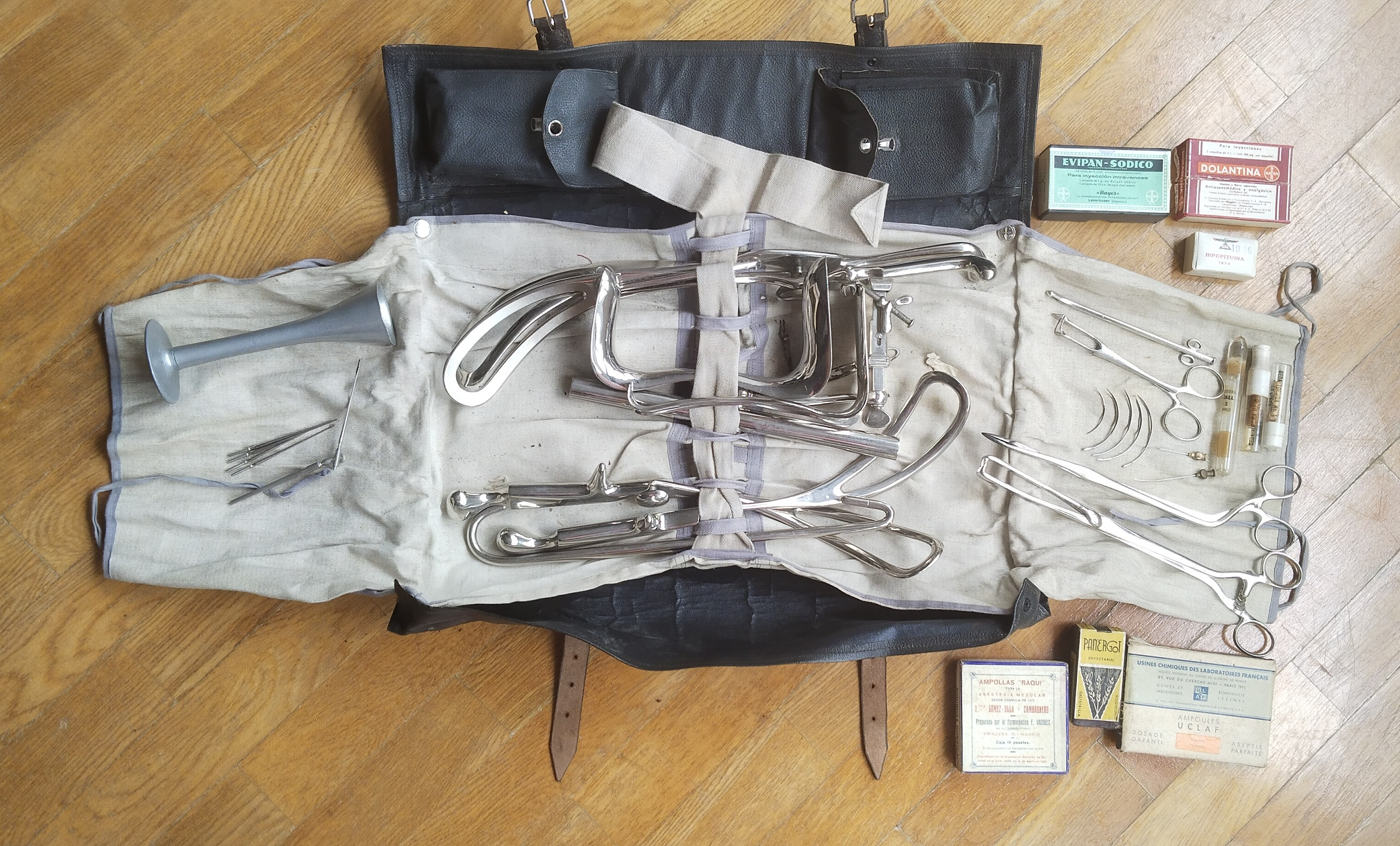
Alforja obstétrica con fórceps de Jesús Alustiza

Tras su repentino fallecimiento en 1951, la Diputación de Guipúzcoa decidió desdoblar el puesto de Director contratando un ginecólogo, Julio Albea, y un pediatra que fue su hijo José Antonio Alustiza.

## Vídeos
- Casa Cuna de Fraisoro. Mujeres de barro, infancias de cristal.
- Mujeres de barro, infancias de cristal. Casa Cuna de Fraisoro. Asociación cultural Manuel Larramendi. Youtube.